# Contea di Lealataua
La contea di Lealataua, in inglese Lealataua county, è una delle quattordici suddivisioni amministrative di secondo livello delle Samoa Americane. L'ente fa parte del Distretto occidentale, ha una superficie di 24,9 km² e una popolazione complessiva di 5.684 abitanti.

## Geografia fisica
Lealataua comprende la parte più occidentale dell'isola Tutuila, compresa tra il Capo ovest, la  baia di Aoloau e la baia di Leone. 

### Baie e montagne
Il distretto comprende le seguenti baie e montagne: 
| Baie                                              | Montagne       |
| ------------------------------------------------- | -------------- |
| - Baia di Leone - Baia di Poloa - Baia di Maloata | - Manunu Ridge |

### Riserve naturali
- Cape Taputapu National Natural Landmark
- Fogama'a Crater National Natural Landmark
- Leone Pala Special Management Area

### Contee confinanti
- Contea di Leasina (Distretto occidentale) -  nord-est
- Contea di Tualatai (Distretto occidentale) -  sud-est

### Principali strade
- American Samoa Highway 001, principale collegamento stradale dell'isola Tutuila. Collega Leone a Faga'itua.

## Villaggi
La contea comprende 14 villaggi:
- Afao
- Agugulu
- Amaluia
- 'Amanave
- Asili
- Fagali'i
- Fagamalo
- Failolo
- Leone
- Maloata
- Nua
- Poloa
- Se'etaga
- Utumea West